# كأس قبرص
كأس قبرص (باليونانية:Κύπελλο Κύπρου) هي مسابقة الكأس الرئيسية في كرة القدم القبرصية، التي يديرها الاتحاد القبرصي لكرة القدم. أنشئت البطولة في عام 1934، وهو نفس الموسم مع الدوري القبرصي الدرجة الأولى. إنها ثاني أهم مسابقة لفرق الأندية القبرصية بعد بطولة الدوري. ويشارك في المسابقة فقط فرق دوري الدرجة الأولى والثانية.

## وصلات خارجية
- الموقع الرسمي
- أخبار الكأس على موقع الاتحاد
- تاريخ كأس كوكا كولا نسخة محفوظة 28 مارس 2019 على موقع واي باك مشين.